# Mateusz Rudyk
Mateusz Rudyk (20 de julho de 1995) é um desportista polaco que compete no ciclismo na modalidade de pista, especilista nas provas de velocidade.
Ganhou uma medalha de bronze no Campeonato Mundial de Ciclismo em Pista de 2019 e uma medalha de ouro no Campeonato Europeu de Ciclismo em Pista de 2016.

## Medalheiro internacional
| Campeonato Mundial | Campeonato Mundial      | Campeonato Mundial | Campeonato Mundial     |
| Ano                | Lugar                   | Medalha            | Competição             |
| ------------------ | ----------------------- | ------------------ | ---------------------- |
| 2019               | Pruszków ( Polónia)     | Medalha de bronze  | Velocidade individual  |
| Campeonato Europeu |                         |                    |                        |
| Ano                | Lugar                   | Medalha            | Competição             |
| 2016               | Saint-Quentin ( França) | Medalha de ouro    | Velocidade por equipas |